# Meister von Iserlohn
Der Meister von Iserlohn war ein in der Mitte des 15. Jahrhunderts vermutlich im südlichen Westfalen tätiger Maler. Da sein wahrer Name unbekannt ist, wird er mit einem Notnamen nach seinem Hauptwerk benannt, den bemalten Außenseiten des gotischen Hochaltars der Obersten Stadtkirche von Iserlohn. Sein Malstil deutet auf künstlerischen Einfluss aus dem unmittelbaren Umkreis des Malers Robert Campin aus Flandern hin. Die Erzählweise des Meisters von Iserlohn kann als eine eigenständige Variante des frühen Realismus in Westfalen betrachtet werden.

## Werke (Auswahl)

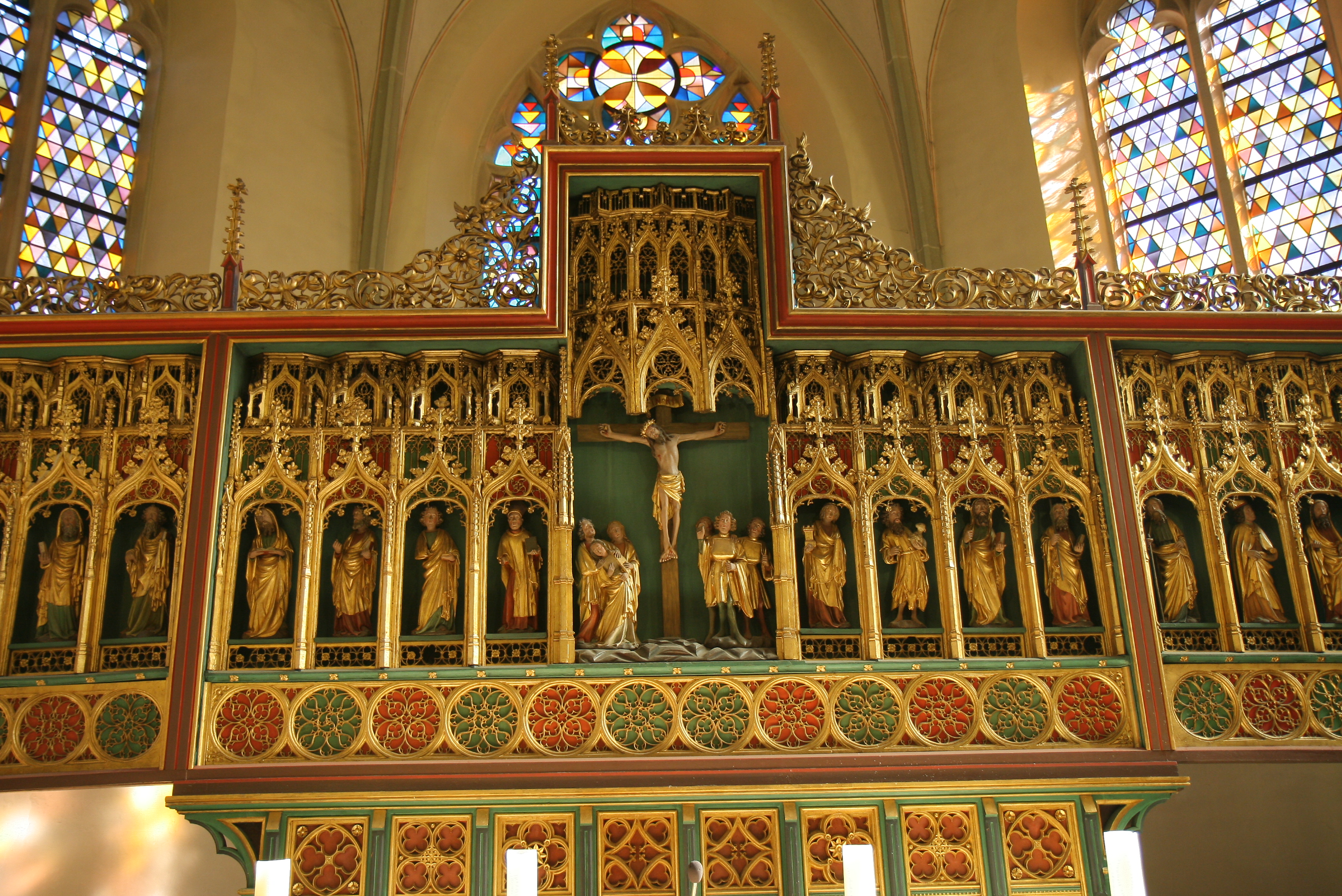
Hochaltar der Obersten Stadtkirche Iserlohn

- Marienretabel, 8 Tafeln mit Szenen aus dem Marienleben, um 1455 – Hochaltar der evangelischen Obersten Stadtkirche (früher Marienkirche) von Iserlohn

Auswahl einiger dem Meister von Iserlohn zugeschriebenen Werke
- Der 12-jährige Jesus im Tempel, um 1450 – Münster, Westfälisches Landesmuseum, Inv.-Nr. 2041 LM
- Krönung Mariens, um 1440–1450 – Münster, Westfälisches Landesmuseum, Inv.-Nr. 1403 LM
- Muttergottes im Gemach, um 1450 – Münster, Westfälisches Landesmuseum, Inv.-Nr. 965 LM